# Nagy Samu (újságíró)
Nagy Samu, született Neuhaus (Csurgó, 1881. május 17. – Budapest, 1940. szeptember 17.) író, újságíró, szerkesztő.

## Élete
Neuhaus Bernát és Stern Matild fia. 1904-től a nagykanizsai Zala című újságot szerkesztette. A fővárosi lapokba küldött cikkei felkeltették Rákosi Jenő figyelmét, aki 1912-ben meghívta a Budapesti Hírlap munkatársának. Ő szerkesztette a lap kiadásában megjelent Kakas Márton című élclapot is. Az első világháború idején haditudósító volt, majd a politikai rovat vezetője lett. 1919-től Az Est munkatársa volt. 1927-től ismét a Budapesti Hírlap szerkesztőségében dolgozott. 1933-tól 1938-ig a 8 Órai Újság felelős szerkesztője volt, majd szívbetegsége miatt visszavonult.
Házastársa Nádor Margit volt, akit 1918. december 21-én Budapesten, az Erzsébetvárosban vett nőül.
A Farkasréti temetőben helyezték végső nyugalomra a főváros által adományozott díszsírhelyen.

## Főbb művei
- A topolyai doktor (Nyugat, 1913. 11. szám)
- Plágium (elbeszélés, Budapest, 1920)
- Zörög a haraszt (színmű 3 felvonásban, bemutató: 1927, Belvárosi Színház)
- Magyarország kormányzásának története a háború után 1931-ig (Budapest, 1936)